# Fučkovci
Fučkovci je naselje u slovenskoj Općini Črnomelju. Fučkovci se nalazi u pokrajini Dolenjskoj i statističkoj regiji Jugoistočnoj Sloveniji. 

## Stanovništvo
Prema popisu stanovništva iz 2002. godine naselje je imalo 50 stanovnika.